# La fama
«La fama» (estilizado en mayúsculas) es una canción interpretada por la cantautora española Rosalía con la colaboración del cantante canadiense The Weeknd. Fue lanzado el 11 de noviembre de 2021 a través de Columbia Records como el sencillo principal de su tercer álbum de estudio, Motomami (2022).

## Antecedentes
El 2 de noviembre de 2021, para celebrar el tercer aniversario del lanzamiento de su segundo álbum de estudio El mal querer (2018), Rosalía reveló que su próximo tercer álbum de estudio Motomami se lanzaría en 2022. A principios de octubre, durante un evento en México, Rosalía reveló que el sencillo principal de Motomami se lanzaría en noviembre. Más adelante en el mes, publicó un fragmento de una canción inédita en su cuenta de TikTok.
El 8 de noviembre de 2021, se vieron múltiples anuncios en Buenos Aires que revelaban que el nombre del sencillo era «La fama». También se anunció que The Weeknd participaría en la canción y que estaba programada para ser lanzada el 11 de noviembre. Más tarde ese mismo día, Rosalía dio a conocer el avance del video musical de la canción. Esto marcó la segunda colaboración entre Rosalía y The Weeknd, luego de la remezcla del sencillo de The Weeknd de 2019 «Blinding Lights».

## Composición
«La fama» es una canción de bachata de tempo medio con influencias de electropop. En un comunicado para Rolling Stone, Rosalía señaló que «quería escribir, a mi manera, una bachata con una pequeña historia en torno a la ambición. Tomando como referencia las letras de Rubén Blades o Patti Smith y las canciones de Aventura, terminé escribiendo una historia de romance con la fama.» También le declaró a Zane Lowe en Apple Music 1 que, después de expresar su objetivo de escribir una pista de bachata, Romeo Santos se acercó a la cantante y le envió una extensa lista de reproducción. La composición de «La fama» comenzó en 2018 y estaba pensada para ser solista. Sin embargo, The Weeknd entró a la canción a principios de 2020, antes de la grabación de la remezcla de «Blinding Lights».

## Video musical
El videoclip de «La fama»,se grabo en Los Angeles en una sala de eventos y reuniones llamada Aurora Banquet Hall y siendo dirigido por Director X, se estrenó el 11 de noviembre de 2021 junto con el lanzamiento del sencillo. El video presentó un cameo del actor Danny Trejo y está fuertemente inspirado en la película de culto de terror de 1996 From Dusk till Dawn. La tipografía que aparece en el video se inspiró en la película de terror Scream de 1996.
En el video, Rosalía, presentada por Trejo, actúa en una discoteca con poca luz como «La fama». Ella deambula hacia la multitud hasta que se da cuenta de que The Weeknd está sentado solo mirando su actuación. Ella lo seduce al escenario, donde se abrazan antes de que Rosalía lo apuñale con un cuchillo escondido. Ella continúa su actuación mientras The Weeknd muere. El público aplaude con entusiasmo cuando se escucha a Trejo fuera de la pantalla diciendo «Ten cuidado con lo que deseas».

## Posicionamiento en listas
| Listas (2021-22)                      | Mejor posición |
| ------------------------------------- | -------------- |
| Argentina (Argentina Hot 100)         | 73             |
| Bélgica (Valonia) (Ultratop 50)       | 4              |
| Bulgaria (PROPHON)                    | 6              |
| Canadá (Canadian Hot 100)             | 86             |
| Colombia (National-Report)            | 56             |
| Ecuador (National-Report)             | 28             |
| El Salvador (ASAP EGC)                | 10             |
| España (PROMUSICAE)                   | 1              |
| Estados Unidos (Billboard Hot 100)    | 94             |
| Estados Unidos (Hot Latin Songs)      | 2              |
| Estados Unidos (Tropical Airplay)     | 1              |
| Francia (SNEP)                        | 5              |
| Global 200 (Billboard)                | 34             |
| Grecia (IFPI)                         | 31             |
| Irlanda (IRMA)                        | 73             |
| Italia (FIMI)                         | 86             |
| Lituania (AGATA)                      | 45             |
| Luxemburgo (Billboard)                | 19             |
| México (Monitor Latino)               | 1              |
| México (Billboard Mexico Airplay)     | 2              |
| New Zealand Hot Singles (RMNZ)        | 30             |
| Panamá (Monitor Latino)               | 7              |
| Perú (UNIMPRO)                        | 49             |
| Portugal (AFP)                        | 29             |
| Suecia Heatseeker (Sverigetopplistan) | 16             |
| Suiza (Schweizer Hitparade)           | 15             |

## Historial de lanzamientos
| Región | Fecha                   | Formato                    | Sello discográfico | Ref.   |
| ------ | ----------------------- | -------------------------- | ------------------ | ------ |
| Varios | 11 de noviembre de 2021 | Descarga digital streaming | Columbia           | [ 43 ] |

## Créditos y personal
Créditos adaptados de Tidal.
| Producción - Abel Tesfaye – composición, producción, voz - Adam Feeney – composición, producción, sintetizador - Alejandro Ramírez – composición, producción - David Rodríguez – composición - Dylan Wiggins – bajo, composición, producción, sintetizador - Jean Rodríguez – producción - LA Session Singers – coro - Marco Masis – bajo, composición, producción - Noah Goldstein – composición, producción - Pablo Díaz-Reixa – composición, producción - Rosalía Vila Tobella – composición, letrista, producción, voz - Roland Gajate García – percusión | Técnico - Anthony Vilchis – ingeniero asistente - Chris Gehringer – ingeniería de masterización - David Rodríguez – ingeniería de grabación - Jeremie Inhaber – ingeniero asistente - Manny Marroquín – ingeniería de mezcla - Shin Kamiyama – ingeniería de grabación - Tyler Murphy – ingeniería de grabación - Zach Peraya – ingeniero asistente |